# Richard Lehoux
Pour les articles homonymes, voir Lehoux.
Richard Lehoux est un agriculteur et homme politique canadien. Après une longue carrière comme maire et dans des organismes représentant les municipalités, il est de 2019 à 2025, député à la Chambre des communes de la circonscription de Beauce, sous l'étiquette du Parti conservateur du Canada.

## Biographie
Richard Lehoux est producteur laitier pendant 35 ans. En 2000, l'Association Holstein du Canada lui reconnait le statut d'« éleveur de race », pour souligner le travail qu'il fait depuis 1980 en vente de génétique animale sur les marchés internationaux.

### Carrière politique
Richard Lehoux est élu maire de Saint-Elzéar (région de Chaudière-Appalaches) en 1998. Deux ans plus tard, il est nommé préfet de la municipalité régionale de comté de La Nouvelle-Beauce. Il entre au conseil d'administration de la Fédération québécoise des municipalités en 2002 avant d'en devenir le président en 2014. Dans cette fonction, il doit négocier avec le gouvernement du Québec sur plusieurs dossiers, en particulier un pacte fiscal. Il sert également comme vice-président de la Mutuelle des municipalités du Québec depuis sa fondation en 2003, et comme administrateur de Solidarité rurale du Québec à partir de 2012.
Entretemps, Richard Lehoux se porte candidat du Parti libéral du Québec dans la circonscription de Beauce-Nord aux élections provinciales de 2008. Il termine deuxième avec 38 % des voix.
En novembre 2017 il quitte ses fonctions de maire de Saint-Elzéar et de préfet de la MRC de la Nouvelle-Beauce, puis en février 2018 celle de président de la Fédération québécoise des municipalités. Il compte reprendre l'exploitation de sa ferme.
Il revient en politique en octobre 2018 en posant sa candidature à l'investiture du Parti conservateur du Canada dans la circonscription de Beauce. Quelques jours plus tard, il est confirmé comme candidat conservateur et doit affronter le député en place depuis 13 ans, Maxime Bernier, qui vient de quitter le Parti conservateur pour fonder son propre parti, le Parti populaire du Canada. Lors du scrutin du 21 octobre, Richard Lehoux remporte la victoire avec 6 064 voix de majorité. Au mois de novembre, il est nommé porte-parole adjoint pour l'agriculture au sein du cabinet fantôme du chef de l'opposition Andrew Scheer. Il est réélu 2021 avec plus de 17 000 voix de majorité.
Le 21 mars 2025, il annonce qu'il ne sollicitera pas de troisième mandat comme député de Beauce.

### Vie privée
Richard Lehoux est père de trois enfants et, en date de 2017, a neuf petits-enfants.